# Google Flu Trends

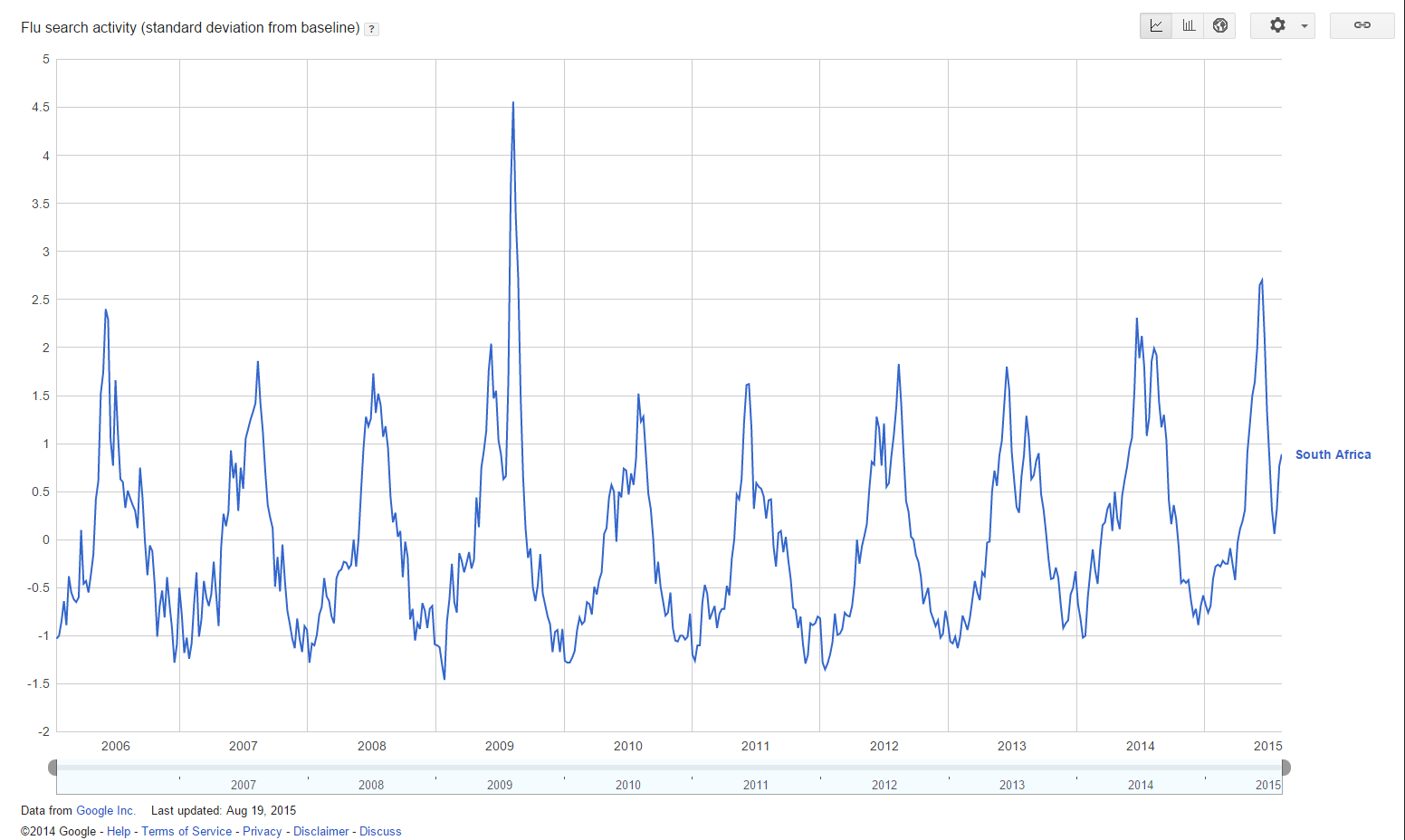
Données épidémiques de l'Afrique du Sud entre 2009 et 2015 représentées par Google Flu Trends

Google Flu Trends (GFT) est un service Web exploité par Google Trends lancé en 2008 pour aider à prédire les épidémies de grippe.  Mis à jour successivement en 2009, 2013 et 2014, Google Flu Trends a cessé de publier les estimations en 2015. Les estimations sont disponibles et librement accessibles à des fins de traitement de recherche scientifique.

## Description
Lancé en 2008, Flu Trends initie l'utilisation des techniques informatiques pour la prédiction de syndrome grippal. Le système a été déployé dans 29 pays à travers le monde.
Développé par Roni Zeiger, informaticien et médecin, l’objectif est d'identifier l'activité de la maladie à un stade précoce et ainsi réagir rapidement pour réduire l'impact de la grippe saisonnière et pandémique.
Les estimations reposent essentiellement sur les requêtes effectuées sur le moteur de recherche combinés à une modélisation informatique. La méthode de prédiction a fait l'objet d'un publication dans la revue Nature en 2009 lors de son lancement. 
En réponse à la décision de l'Organisation Internationale de Normalisation concernant la gestion de la sécurité de l'information relative à la santé, Google affirme que l'agrégation de données ne permet pas d'identifier les personnes concernées.

## Critiques
En 2009, Flu Trends a dû améliorer ses algorithmes après que ses modèles avaient largement sous-estimé le syndrome grippal aux États-Unis au début de la pandémie H1N1 (grippe porcine). Le problème a été attribué à des changements dans le comportement de recherche des personnes en raison de la nature exceptionnelle de la grippe porcine. Une large couverture médiatique aurait déclenché de nombreuses recherches liées à la grippe par des personnes qui n'étaient pas malades. 
En 2013, les estimations ont été à l'origine d'une fausse alerte à New York. Les médias avaient particulièrement critiqués cette surestimation, qui a abouti à l'arrêt du service.
En 2014, un article scientifique explique l'usage des « Big data » est peu adapté pour la prédiction des épidémies